# Anonymous (musikalbum)
Anonymous är det amerikanska metal-bandet Tomahawks tredje studioalbum, utgivet 2007 av skivbolaget Ipecac Recordings. Albumet innehåller indian-sånger som gitarristen Duane Denison studerade efter att ha jobbat med Hank Williams III. 
Detta är också det första Tomahawk-albumet utan Kevin Rutmanis, eftersom han lämnade bandet medan de fortfarande höll på att skapa Anonymous. Orsakerna till att han lämnade bandet är okända, men bandet verkar nu som en trio.

## Låtlista
1. "War Song" – 3:25
2. "Mescal Rite 1" – 2:53
3. "Ghost Dance" – 3:44
4. "Red Fox" – 3:04
5. "Cradle Song" – 4:11
6. "Antelope Ceremony" – 4:00
7. "Song of Victory" – 1:14
8. "Omaha Dance" – 3:58
9. "Sun Dance" – 3:02
10. "Mescal Rite 2" – 5:52
11. "Totem" – 3:05
12. "Crow Dance" – 3:46
13. "Long, Long Weary Day" – 1:24

## Medverkande
Tomahawk-medlemmar
- Mike Patton – sång, keyboard, basgitarr, sampling
- Duane Denison – gitarr
- John Stanier – trummor

Produktion
- Tomahawk – producent
- Mike Patton – producent, ljudtekniker, ljudmix, omslagsdesign
- John Baldwin, Jason Bullock – ljudtekniker
- Ryan Boesch – ljudmix, redigering
- Gavin Lurssen – mastering
- Martin Kvamme – omslagskonst